# Korsved
Korsved (Rhamnus) er en slægt med arter, der er udbredt i Europa, Central- og Østasien og i Nordamerika. Det er buske eller træer med særbo blomster og buenervede blade.
| Beskrevne arter |

- Middelhavskorsved (Rhamnus alaternus)
- Alpekorsved (Rhamnus alpina)
- Vrietorn (Rhamnus cathartica)
- Kaukasisk korsved (Rhamnus imeretina)

| Andre arter |

| - Rhamnus alnifolia - Rhamnus arguta - Rhamnus crenulata - Rhamnus crocea - Rhamnus davurica - Rhamnus erythroxyloides - Rhamnus erythroxylon - Rhamnus globosa - Rhamnus heterophylla - Rhamnus ilicifolia - Rhamnus japonica - Rhamnus koraiensis - Rhamnus leptophylla | - Rhamnus libanotica - Rhamnus napalensis - Rhamnus parvifolia - Rhamnus persicifolia - Rhamnus petiolaris - Rhamnus prinoides - Rhamnus prostrata - Rhamnus purpurea - Rhamnus saxatilis - Rhamnus ussuriensis - Rhamnus utilis - Rhamnus virgata - Rhamnus yoshinoi |